# 西野陽
西野 陽（にしの あきら、1940年1月15日 - ）は、日本の政治家。
衆議院議員（5期）、経済産業副大臣（第3次小泉改造内閣）、大阪府議会議員（5期）等を歴任。

## 来歴
大阪府出身。大阪府立布施高等学校、関西大学法学部卒業。
1975年4月14日の議員選挙に自由民主党公認で東大阪市選挙区から出馬し、初当選。5期連続で当選し、大阪府議会議長も務めた。
1993年、5期目の任期途中で府議を辞職し、7月18日の第40回衆議院議員総選挙に自民党公認で出馬したが、落選した。のちに自民党を離党し、新進党に入党。
1996年10月20日の第41回衆議院議員総選挙では、大阪13区で11期目の当選をめざす自由民主党総務会長の塩川正十郎を破り、当選した（塩川は重複立候補を辞退していたため落選）。
1998年、新進党解党に伴い、自由党結党に参加。
2000年の自由党分裂の際は自自公連立政権への残留を主張し、保守党結成に参加。熊谷弘らの合流に伴う保守新党結党には参加せず、自民党に復党した。
2000年の第42回衆議院議員総選挙では、大阪13区から塩川が出馬し、西野は比例近畿ブロック単独で再選。
2001年、第1次小泉内閣で環境大臣政務官に任命された。
2003年の第43回衆議院議員総選挙では、塩川が政界引退を表明したため、西野が大阪13区から出馬し、3選。
2005年の第44回衆議院議員総選挙では、大阪13区で民主党の富家孝を8万票を上回る大差で破り、4選。同年、第3次小泉改造内閣で経済産業副大臣に就任。
2009年8月30日の第45回衆議院議員総選挙では、大阪13区で国民新党の白石純子の猛追を受けるが、1万7,000票差で白石を破り、5選。大阪の19の小選挙区のうち、自民党所属の当選者は西野のみであった。
2012年12月、第46回衆議院議員総選挙の公示日直前に公認を辞退し、政界を引退する意向を表明。この選挙では、長男の西野弘一が日本維新の会公認で大阪13区から立候補した。自民党側は「引退は寝耳に水。こちらの候補者擁立と、準備を遅らせる卑劣なやり方だ」と陽の行動を批判し、急遽元吹田市議会議員の神谷宗幣を擁立したが、弘一に大差で敗れた。この結果を受け、西野は「党の規律を乱す行為」として自民党を除名された。

## 親族
- 長男 - 西野弘一（大阪府議、元衆議院議員）
- 次男 - 西野修平（河内長野市長、元大阪府議）
- 義娘（次男の妻） - 小林由佳（元堺市議）[7]

いずれも大阪維新の会チャーターメンバー。長男の弘一は第46回衆議院議員総選挙に日本維新の会公認で大阪13区から出馬し、当選した。